# Copelatus decellei
Copelatus decellie là một loài bọ cánh cứng trong họ Bọ nước. Loài này được Bilardo miêu tả khoa học năm 1982.